# Phare du brise-lames de Sheboygan
Le phare du brise-lames de Sheboygan (en anglais : Sheboygan Breakwater Light), est un phare du lac Michigan situé à l'extrémité du brise-lames nord du port de Sheboygan dans le Comté de Sheboygan, Wisconsin.

## Historique
Ce phare date de 1905 et a été déplacé en 1915 lorsque le brise-lames a été achevé. Sa lanterne a été enlevée et sa lumière est aujourd'hui une balise moderne. Il est aussi équipé d'une corne de brume.
La tour est également équipée une gamme d'instruments météorologiques en tant que Station C-MAN du National Data Buoy Center de la NOAA.

## Description
Le phare [source insuffisante] est une tour cylindrique en acier à claire-voie de 15 m de haut, sans lanterne. Le phare est totalement peint en rouge.
Il émet, à une hauteur focale de 17 m, un éclat blanc de  par période de 4 secondes. Sa portée est de 7 milles nautiques (environ 13 km). Il est équipé d'une corne de brume émettant un souffle de trois secondes toutes les 30 secondes, en cas de nécessité.
Identifiant : ARLHS : USA-752 ; USCG :  7-20820 .

### Lien connexe
- Liste des phares du Wisconsin